# Mil Mi-2
Der Mil Mi-2 (russisch Миль Ми-2, NATO-Code: Hoplite) ist ein zweimotoriger sowjetischer Mehrzweckhubschrauber. Er wurde in mindestens 24 Varianten und in etwa 5500 Exemplaren bis 1998 gebaut und ist teilweise noch heute im Dienst.

## Geschichte
Das Entwicklungsteam des OKB-329 unter Leitung von Michail Mil wurde am 30. Mai 1960 beauftragt, diesen Hubschrauber in zunächst verschiedenen Varianten zu entwickeln. Im Januar 1961 war der erste Prototyp fertig und es wurden umfangreiche Bodenversuche vorgenommen. Bereits im September 1961 stellte das OKB diesen Typ als Nachfolger des Mil Mi-1 unter der Bezeichnung W-2 erstmals öffentlich vor. Der Erstflug erfolgte am 22. September 1961. Im Gegensatz zum Vorgänger verfügte das Modell über eine geräumigere Kabine, da die Triebwerke sowie das Hauptgetriebe oberhalb des Rumpfes angeordnet worden waren. Wurde der Mi-1 noch durch einen Kolbenmotor angetrieben, so besaß sein Nachfolger zwei Gasturbinen GTD-350 von Isotow. Während der Erprobung konnten mit dem Muster am 14. Mai 1963 und am 20. Juni 1965 zwei Weltrekorde auf einer 100-km-Strecke aufgestellt werden. Die Besatzungen B. Anopow beziehungsweise T. Russijan flogen die Strecke mit einer Durchschnittsgeschwindigkeit von 253,82 km/h beziehungsweise 269,38 km/h, wobei letzterer ein Frauenrekord war.
Nach der Erprobung des Prototyps wurde beschlossen, den Serienbau des Mi-2 an das WSK-Werk (Wytwórnia Sprzetu Komunikacyjnego, Werk für Verkehrsmittel) in Świdnik/Polen zu übergeben, welches Ende 1962 Verhandlungen über eine Lizenzfertigung aufgenommen hatte. Ein entsprechender Vertrag wurde Anfang 1964 zwischen der Sowjetunion und Polen unterzeichnet. In Świdnik flog die erste noch aus gelieferten Teilen sowjetischer Produktion bestehende Maschine am 26. August 1965. Der erste reine als PZL Mi-2 benannte Hubschrauber flog erstmals am 4. November 1965. Die zum Modell gehörigen Isotow-GTD-350-Turbinen wurden ebenfalls in Lizenz im WSK Rzeszów gebaut. 1966 begann im WSK Świdnik die Serienproduktion, 1968 wurde mit der Einführung in den Bestand der polnischen Luftstreitkräfte begonnen.
Von April 1972 bis August 1985 erhielten auch die Luftstreitkräfte/Luftverteidigung und später die Armeefliegerkräfte der NVA 48 Mi-2. Die Grenztruppen der DDR setzten Mi-2 innerhalb der Hubschrauberstaffel 16 für Grenzüberwachungs- und Sicherungsaufgaben bis zum Jahre 1990 ein. Eine solche mit Originalkennzeichnungen versehene Maschine ist im Hubschraubermuseum Bückeburg zu besichtigen.
Die mit verbesserten GTD-350P ausgerüstete Mi-2M flog erstmals am 1. Juli 1974. Sie verfügte außerdem über einen für zehn Personen ausgelegten vergrößerten Rumpf und zwei beidseitige Schiebetüren. Die Entwicklungsarbeiten hierzu hatten 1968 begonnen. Es entstanden insgesamt sechs Prototypen, die bis 1977 getestet wurden. Da die erwarteten Flugleistungen nicht erreicht wurden, stellte man dieses Programm im selben Jahr wieder ein. Die Serienfertigung des Mi-2 lief bis etwa 1986 und umfasste rund 5450 Stück.
Eingesetzt wurde die Mi-2 außer in der UdSSR in mehreren Staaten des Warschauer Pakts (DDR, ČSSR, Polen, Ungarn, Bulgarien) sowie in Staaten mit sowjetischem Einfluss (Jugoslawien, Irak, Libyen u. a.). Hauptabnehmer waren die sowjetische Aeroflot, die paramilitärische Organisation DOSAAF und die sowjetischen Luftstreitkräfte.
Der polnische Luftfahrzeughersteller PZL Świdnik bietet eine modernisierte Version des Mil Mi-2 mit der Bezeichnung PZL Kania an.

## Nutzung ab den 2000er-Jahren
In Schweden flogen drei Mi-2 bei privaten Eignern. 2005 verunfallte eine der Maschinen beim Start von einem Altersheim und der 100-jährige Ehrengast des Rundflugs starb später im Krankenhaus. In Vassaunda war auch die LY-XCA stationiert. Die heutige Maschine LY-HCT wurde 2004 nach Schweden gebracht und ist vermutlich nicht mehr flugtauglich.
2006 sollten 12 Hubschrauber für Sprüheinsätze im Irak eingesetzt werden.
Am 27. Dezember 2021 wurde bei einer harten Notlandung in einem Wald nach einem Pipeline-Kontrollflug in Udmurtien (Region Jakschur-Bodja) einer der beiden Piloten getötet, am 17. April 2022 stürzte eine Mi-2 bei einem landwirtschaftlichen Sprühflug in Kuban ab. Zu diesem Zeitpunkt sollten mindestens 3 weitere Mi-2 für Sprühflüge in Südrussland verwendet werden, wo sie wegen Verwechslungsmöglichkeiten mit Drohnen nicht ohne Tracker fliegen durften.

## Technische Beschreibung
Der Rumpf der Mi-2 ist in Ganzmetall-Halbschalenbauweise mit einer Beplankung aus Duraluminium gefertigt. Der Tank befindet sich in der Kabinenmitte. Der Heckrotorträger verfügt über seitlich angebrachte Stabilisierungsflossen sowie einen Notsporn. Das starre Bugradfahrwerk ist pneumatisch gefedert und kann im Winter durch Schneekufen ergänzt werden.

## Technische Daten

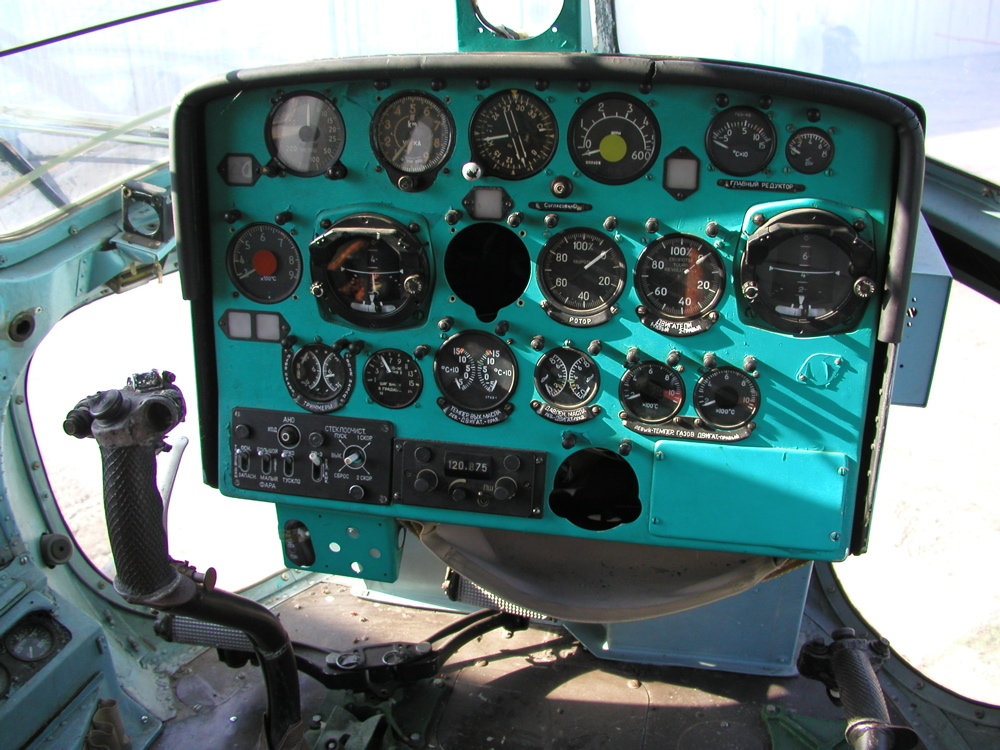
Cockpit eines Mi-2

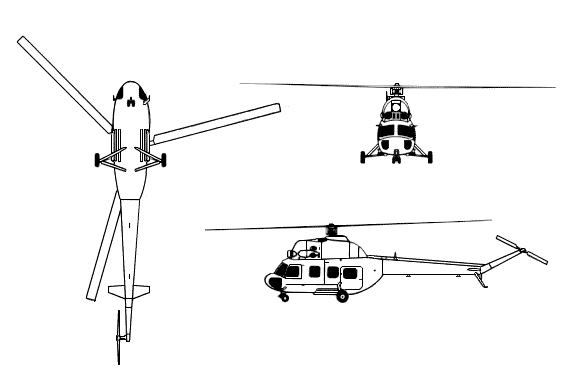
Risszeichnung

| Kenngröße             | Daten                                              |
| --------------------- | -------------------------------------------------- |
| Besatzung             | 2                                                  |
| Passagiere            | 6–8                                                |
| Länge                 | 11,94 m (mit Rotor 17,42 m)                        |
| Höhe                  | 3,75 (mit Heckrotor 4,53 m)                        |
| Rotorkreisdurchmesser | 14,50 m (Heckrotor 2,70 m)                         |
| Rotorkreisfläche      | 165,00 m² (Heckrotor 5,70 m²)                      |
| Leermasse             | 2365 kg                                            |
| Startmasse            | normal 3550 kg maximal 3700 kg                     |
| Antrieb               | zwei Wellenturbinen Klimow GTD-350                 |
| Startleistung         | je 400 PS (294 kW)                                 |
| Tankinhalt            | Haupttank 600 l Zusatztank 238 l (2 Stück möglich) |
| Höchstgeschwindigkeit | 210 km/h in 500 m Höhe                             |
| Marschgeschwindigkeit | 190 km/h in 500 m Höhe                             |
| Steigleistung         | 4,5 m/s                                            |
| Gipfelhöhe            | 4000 m                                             |
| Reichweite            | 160 km (ohne Zusatzbehälter)                       |

## Bewaffnung

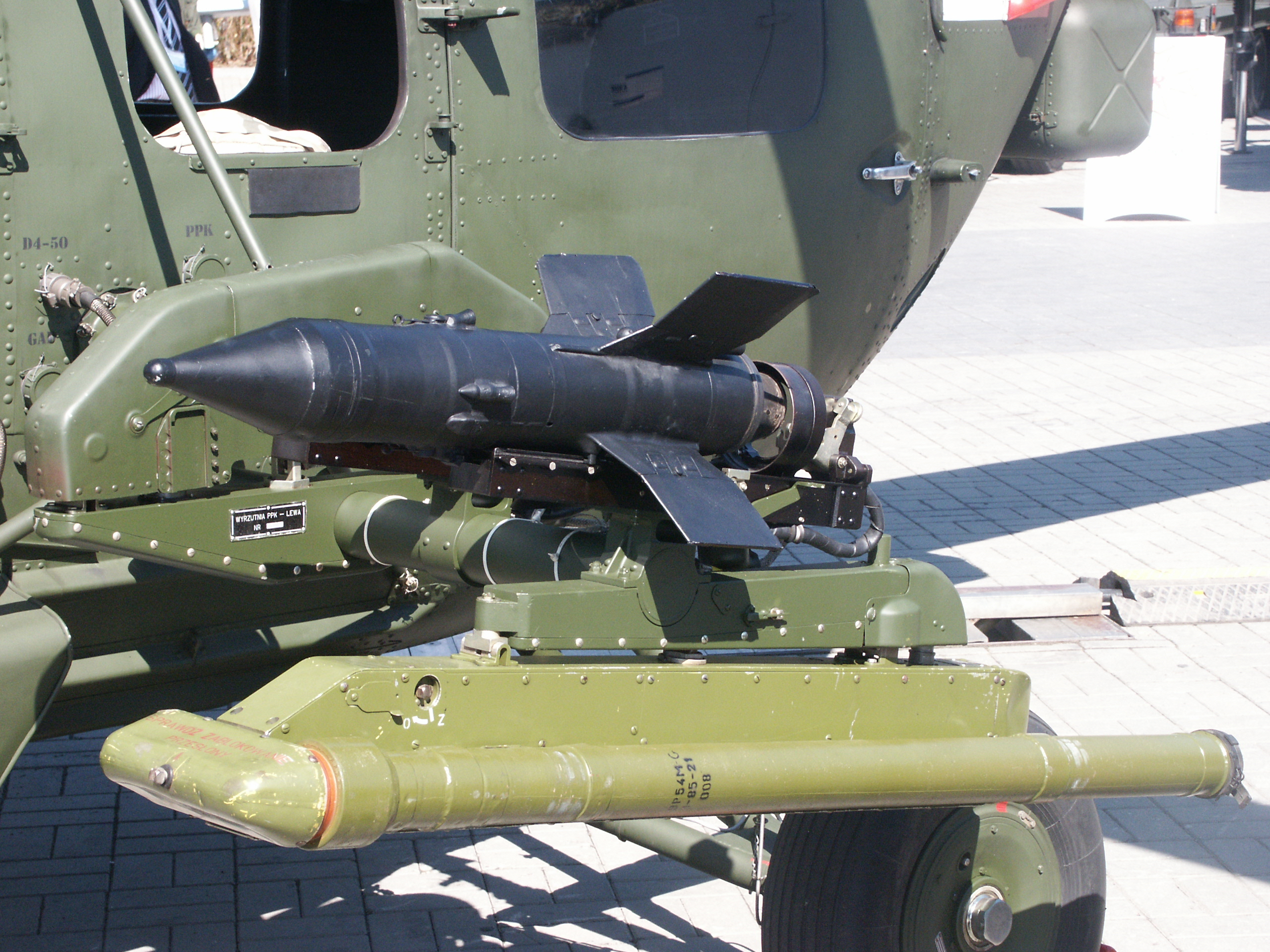
Mi-2 mit „Maljutka“- (oben) und „Strela-2“-Raketen (unten)

Einige Varianten wie die Mi-2US konnten mit Waffenaufhängungen versehen werden.
fest installierte Bewaffnung an Backbordseite
- 1 × 23-mm-Maschinenkanone Nudelman-Richter NS-23KM mit 80 Schuss Munition
- 2 × 7,62-mm-Maschinengewehr PKT auf schwenkbaren Lafetten in der Kabine

Bewaffnung bis zu 400 kg an vier externen Außenlaststationen
Luft-Luft-Lenkflugkörper
- 2 × GAD-Doppelstarter mit je 2 × 9K32 Strela-2M – infrarotgelenkt für Kurzstrecken

Luft-Boden-Lenkflugkörper
- 4 × drahtgelenkte Panzerabwehrflugkörper 9M14M Maljutka

Ungelenkte Luft-Boden-Raketen

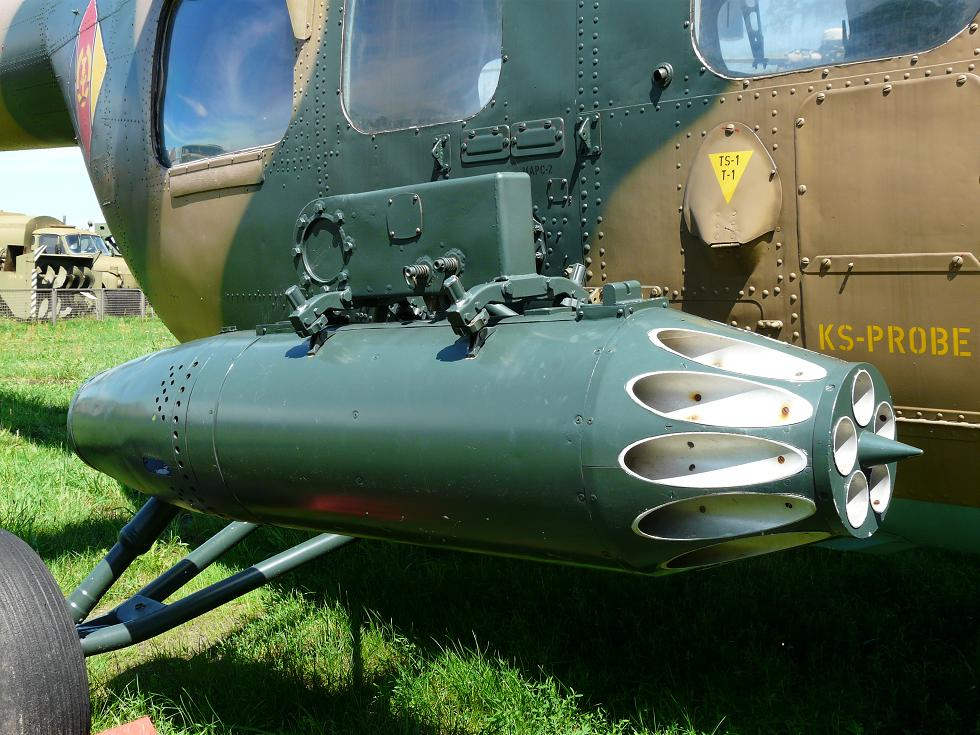
Raketenbehälter MARS-2

- 2 × MARS-2-Raketen-Rohrstartbehälter für je 16 ungelenkte Luft-Boden-Raketen S-5; Kaliber 57 mm

Ungelenkte Freifall-Bomben
- 2 × FAB-100 (100-kg-Freifallbombe)
- 6 × Farb-Markierbomben OMAB 25-12D

Externe Behälter
- 4 × 7,62-mm-Maschinengewehre PKT in Behältern mit je 200 Schuss Munition
- 2 ×  Zusatz-Treibstofftanks, rechts mit 238 Litern, links (um die Kabinentür öffnen zu können) auf 185 Litern Fassungsvermögen verkürzter Behälter